# Cozy Powell
Cozy Powell (født Colin Trevor Flooks ; 29. december 1947, død 5. april 1998) var en engelsk rocktrommeslager, der blev kendt for sit sammenspil med mange kendte rockbands og kunstnere, fx The Jeff Beck Group, Rainbow, Gary Moore, Robert Plant, Brian May, Whitesnake, Emerson, Lake & Powell og Black Sabbath 
Powell har optrådt på mindst 66 albums og givet sit bidrag til mange andre indspilninger. Mange rock - trommeslagere har nævnt ham som en stor inspirationskilde.

## Tidligt liv
Colin Flooks (Cosy Powell) blev født i Cirencester, Gloucestershire og blev adopteret bort uden at have kendt sine forældre.  Han begyndte at spille trommer som 12 årig i skoleorkesteret, hvorefter han spillede i Corals, der spillede hver uge i ungdomsklubben i Cirencester. I løbet af denne periode slog bandet verdensrekorden i non-stop spil.  Tilnavnet "Cozy" var inspireret af jazztrommeslageren Cosy Cole .

## Karriere
Han startede semiprofessionelt i The Sorcerers, et vokalharmoni baseret popband, som blandt andet optrådte i det tyske klubmiljø i 1960'erne.
I 1968 vendte bandet tilbage til England og etablerede sig i omegnen af Birmingham. Powell indgik venskaber med musikere som Robert Plant og John Bonham (begge på det tidspunkt ukendte), den senere Slade- vokalist Noddy Holder, bassist Dave Pegg og en ung Tony Iommi. Bandet skiftede navn til Youngblood, og en serie singler blev frigivet i 1968-69. Gruppen dannede derefter sammen med The Move's bassist og sanger Ace Kefford the Ace Kefford Stand. Fem indspillede numre er tilgængelige på Ace Kefford-albummet 'Ace The Face' udgivet af Sanctuary Records i 2003.

### Isle of Wight 1970 og Jeff Beck
Powell spillede også med sumprockeren Tony Joe White på Isle of Wight Festival 1970. Powell opnåede derefter det på dette tidspunkt prestigefyldte trommejob hos Jeff Beck i dennes gruppe i april 1970. Det første projekt var at indspille et album med Motown-covers i USA. Dette blev aldrig afsluttet og er stadig ikke udgivet. Fotografier viser Cozy Powell og Jeff Beck til stede ved indspilningen af Stevie Wonder's " Superstition ", som Jeff Beck optræder på. Cozy har udtalt i interviews, at han spiller trommer på pladen, men det er endnu ikke bekræftet fra anden side. Efter indspilningen af to albums, Rough and Ready (oktober 1971) og Jeff Beck Group (juli 1972), blev bandet opløst.

### 1972-1988
I 1972 dannede Powell et band med Ball-brødrene og sangeren Frank Aiello, Bedlam, hvis eneste album blev udgivet i august 1973. Herefter indspillede Powell et soloalbum, som blandt andet indeholdt
" Dance with the Devil ", som nåede plads nr. 3 på den britiske singlehitliste i januar 1974), hvorefter Bedlam opløstes. "Dance With The Devil" var Powells eneste solo-hit i USA, hvor den toppede som nr. 49. Suzi Quatro medvirkede på basguitar. Powells andet hit i 1974 var med "The Man in Black", som nåede nr. 18 i Storbritannien. For at få kontanter ud af sin pladesucces, dannede han Cozy Powells Hammer i april 1974 med Bernie Marsden (guitar), Clive Chaman (bas), Don Airey (keyboard) og Frank Aiello (ex-Bedlam) på vokal. Clive Chaman blev erstattet på bas af Neil Murray i i begyndelsen af 1975. "Na Na Na" blev et hit i store dele af Europa og nr. 10 i Storbritannien, mens en anden single "Le Souk" blev optaget, men aldrig udgivet. I respekt for power-trio konceptet (Cream), dannede Cosy Powell et band med guitaristen Clem Clempson og bassisten Greg Ridley (Humble Pie), og da også dette blev opløst, forsøgte han at etablere en ny trio i Cream-traditionen; optagelser med Tipton, Entwistle & Powell er et vidnesbyrd om dette projekt.  ligesom sessioner med bassisten fra Cream Jack Bruce og guitaristen Uli Jon Roth, kort efter dennes medvirken på det seneste album med Cinderella .  Disse projekter blev ikke ført ud i livet, og i stedet blev Powell medlem af
Rainbow i 1975. Powell og Ritchie Blackmore var de eneste faste medlemmer i dette band de næste fem år, hvor Blackmore udviklede bandets lyd fra en neo-klassisk hård rock-heavy metal sound til en mere kommerciel lyd. Rainbow's 1979 Down to Earth LP (hvor singlerne " From You Been Gone " og " All Night Long " er hentet) blev bandets mest succesrige album; Powell var imidlertid bekymret over det kommercielle lydbillede, og han besluttede at forlade Rainbow, kort efter at de optrådte på det første Monsters of Rock- show på Castle Donington, England, den 16. august 1980. Festivalen blev Powells sidste show med bandet.
Efter at Powell havde forladt Rainbow, arbejdede han sammen med sangeren Graham Bonnet (også et ex-Rainbow-medlem) på dennes nye projekt kaldet Graham Bonnet & The Hooligans, hvor deres mest bemærkelsesværdige single var det britiske top 10 hit "Night Games" (1981). Herefter turnerede han med Michael Schenker Group fra 1980 til 1982 og Whitesnake fra 1982 til 1985. I 1985 begyndte han at samarbejde med Keith Emerson og Greg Lake som medlem af Emerson, Lake &amp; Powell. Han arbejdede også i kort tid sammen med en anden ny supergruppe ved navn Forcefield med Bonnet og senere Tony Martin som vokal, tidligere Ian Gillan Band-medlem Ray Fenwick og tidligere Focus- medlem Jan Akkerman på guitarer, samt Neil Murray og senere Laurence Cottle på bas.

### 1988–1998: Black Sabbath og solo
Powell arbejdede sammen med Gary Moore i 1988, efterfulgt af medlemskab af Black Sabbath fra 1988 til 1991, hvor bandet indspillede Tyr, et projekt, som er delvis baseret på nordisk mytologi.. Han vendte i en kort periode fra 1994–1995 tilbage til Sabbath. I begyndelsen af 1993 sammensatte Powell et turnéband med det gamle bandnavn "Cosy Powells Hammer" med sig selv på trommer, Neil Murray på bas, Mario Parga på guitar og Tony Martin på vokal. Bandet optrådte i hele Europa og optrådte på tysk tv. Powell kom i mediernes overskrifter i 1991, hvor han optrådte i BBCs børneprogram Record Breakers og satte verdensrekord for de fleste trommeslag (400) på under et minut, direkte på tv.
Powell var sammen med Neil Murray medlemmer af Brian May 's band på albummerne Back to the Light og Another World . Han spillede også sammen med May som opvarmning for Guns N 'Roses på den anden amerikanske del af deres Use Your Illusion- turné i 1993. Duoen havde også et kortvarigt projekt med bluesguitaristen Peter Green i midten af halvfemserne. Powell var ligeledes med, da Yngwie Malmsteen indspillede albummet Facing the Animal i 1997.  Powells sidste indspilning var på Colin Blunstones ' The Light Inside' sammen med Don Airey, et album, der blev udgivet kort efter Powells død. Cosy Powells sidste soloalbum, Especially for You blev udgivet i 1998 efter hans død med blandt andre den amerikanske sanger John West, Neil Murray, Lonnie Park og Michael Casswell.

## Ulykke og død
Powell døde den 5. april 1998 efter en bilulykke, hvor han kørte i sin Saab 9000 med 167 km/h i dårligt vejr på motorvejen M4 nær Bristol. Han havde været sammen med en gift kvinde, der havde problemer med sin mand. Hun var bange og ringede til ham og bad ham komme hurtigt til hendes hus, som var ca. 55 km væk. Han meddelte hende, at han var på vej, og hun hørte ham derefter sige "Åh shit!" efterfulgt af et højt brag.
Powell blev kastet ud gennem forruden og døde på stedet.  Ifølge BBC- rapporten var Powells alkoholpromille over den lovlige grænse, og han havde ikke spændt sin sikkerhedssele samt talt med sin kæreste på sin mobiltelefon . En punktering på det ene bagdæk kunne have forårsaget hans manglende kontrol over bilen. 
En mindeplads i Cirencester blev afsløret den 7. januar 2016 i en ceremoni ledet af Brian May, hvor også Suzi Quatro, Bernie Marsden, Neil Murray, Don Airey og Tony Iommi var til stede.  

## Diskografi
| Year | Band                          | Title                                     |             |
| ---- | ----------------------------- | ----------------------------------------- | ----------- |
| 2004 | Big Bertha                    | Live in Hamburg 1970                      | Live        |
| 1971 | The Jeff Beck Group           | Rough &amp; Ready                         | Studio      |
| 1972 | The Jeff Beck Group           | Jeff Beck Group                           | Studio      |
| 1973 | Bedlam                        | Bedlam                                    | Studio      |
| 1999 | Bedlam                        | Anthology                                 | Compilation |
| 2003 | Bedlam                        | Live in London 1973                       | Live        |
| 1973 | Cozy Powell’s Hammer          | Dance with the Devil                      | Single      |
| 1974 | Cozy Powell’s Hammer          | The Man in Black                          | Single      |
| 1974 | Cozy Powell’s Hammer          | Na Na Na                                  | Single      |
| 1976 | Rainbow                       | Rising                                    | Studio      |
| 1977 | Rainbow                       | On Stage                                  | Live        |
| 1990 | Rainbow                       | Live in Germany 1976                      | Live        |
| 2006 | Rainbow                       | Deutschland Tournee 1976                  | Live        |
| 2006 | Rainbow                       | Live in Munich 1977                       | Live        |
| 1978 | Rainbow                       | Long Live Rock 'n' Roll                   | Studio      |
| 1979 | Rainbow                       | Down to Earth                             | Studio      |
| 2015 | Rainbow                       | Down To Earth Tour 1979                   | Live        |
| 1979 | Cozy Powell                   | Theme One                                 | Single      |
| 1979 | Cozy Powell                   | Over the Top                              | Studio      |
| 1980 | Rainbow                       | Monsters Of Rock                          | Live        |
| 2016 | Rainbow                       | Monsters of Rock - Live at Donington 1980 | Live        |
| 1986 | Rainbow                       | Finyl Vinyl                               | Live        |
| 1981 | Cozy Powell                   | Tilt                                      | Studio      |
| 1981 | Graham Bonnet & the Hooligans | Line-Up                                   | Studio      |
| 1981 | The Michael Schenker Group    | MSG                                       | Studio      |
| 1982 | The Michael Schenker Group    | One Night at Budokan                      | Live        |
| 1983 | Cozy Powell                   | Octopuss                                  | Studio      |
| 1983 | Whitesnake                    | Live at Castle Donington                  | Video       |
| 1984 | Whitesnake                    | Slide It In                               | Studio      |
| 2014 | Whitesnake                    | Live In 1984: Back To The Bone            | Live        |
| 1986 | Emerson, Lake &amp; Powell    | Emerson, Lake &amp; Powell                | Studio      |
| 2003 | Emerson, Lake & Powell        | The Sprocket Sessions                     | Live        |
| 2003 | Emerson, Lake & Powell        | Live in Concert                           | Live        |
| 1987 | Forcefield                    | Forcefield                                | Studio      |
| 1988 | Forcefield                    | Forcefield II: The Talisman               | Studio      |
| 1989 | Forcefield                    | Forcefield III: To Oz and Back            | Studio      |
| 1989 | Black Sabbath                 | Headless Cross                            | Studio      |
| 1990 | Black Sabbath                 | Tyr                                       | Studio      |
| 1991 | Forcefield                    | Forcefield IV: Let the Wild Run Free      | Studio      |
| 1992 | Forcefield                    | Instrumentals                             | Compilation |
| 1992 | Brian May                     | Back to the Light                         | Studio      |
| 1992 | Cozy Powell                   | The Drums Are Back                        | Studio      |
| 1993 | Cozy Powell                   | Resurrection                              | Single      |
| 1994 | The Brian May Band            | Live at the Brixton Academy               | Live        |
| 1995 | Black Sabbath                 | Forbidden                                 | Studio      |
| 1997 | Yngwie Malmsteen              | Facing the Animal                         | Studio      |
| 1997 | Peter Green Splinter Group    | Peter Green Splinter Group                | Studio      |
| 1997 | Cozy Powell                   | The Best of Cozy Powell                   | Compilation |
| 2006 | Tipton, Entwistle & Powell    | Edge of the World                         | Studio      |
| 1998 | Brian May                     | Another World                             | Studio      |
| 1998 | Brian May                     | Red Special                               | EP          |
| 1999 | Cozy Powell                   | Especially for You                        | Studio      |

### Gæsteoptrædener
- Tony Joe White - Swamp Music: The Complete Monument Recordings (2006) - Live på Isle of Wight-festivalen 1970
- Ed Welch - Clowns (1971)
- Harvey Andrews - Writer of Songs (1972)
- Julie Felix - Clotho's Web (1972)
- Donovan - Cosmic Wheels (1973)
- Chick Churchill - You and Me (1973)
- Murray Head - Nigel Lived (1973)
- Tony Ashton og Jon Lord - First of the Big Bands (1974)
- Bob Sargeant - Den første hovedrolle (1974)
- Peter Sarstedt - Every Word You Say (1975)
- Various - Peter & The Wolf (1976)
- Varm chokolade - XIV Greatest hits (1976)
- Bernie Marsden - Og det er også tid til! (1979)
- Bernie Marsden - Se på mig nu (1981)
- Jon Lord - Før jeg glemmer (1982)
- Robert Plant - Billeder ved Eleven (1982)
- Phenomena - Phenomena (1985)
- Roger Daltrey - Under a Raging Moon (1985)
- Drenge græder ikke - Hvem er dæmningen tror du, vi er (1987)
- Sanne Salomonsen - Ingen Engel (dansk version) / No Angel (engelsk version) (1987)
- Warlock - Triumph and Agony (1987)
- Pete York - Super Drumming Vol. 1 (1987)
- Askepot - Long Cold Winter (1988)
- James Darby - Southern Region Breakdown (1988)
- Don Airey - K2 - Tales of Triumph and Tragedy (1988)
- Gary Moore - Efter krigen (1989)
- Minute By Minute - Timewatch (1989)
- Ritchie Blackmore - Rock-profil Vol. 2 (1991)
- Forskellige kunstnere - Fra stormen - Musikken fra Jimi Hendrix (1995)
- Glenn Tipton - Baptizm of Fire (1997)
- SAS Band - SAS Band (1997)
- Colin Blunstone - The Light Inside (1998)
- Ace Kefford - Ace The Face (2003)
- Tony Martin - Scream (2005)
- Pete York - Super Drumming Vol. 3 (2008)